# Fluor-Tsilaisit
Das Mineral Fluor-Tsilaisit ist ein sehr seltenes Ringsilikat aus der Turmalingruppe mit der idealisierten chemischen Zusammensetzung NaMn2+3Al6(Si6O18)(BO3)3(OH)3F.
Anhand äußerer Kennzeichen ist Fluor-Tsilaisit nicht von anderen, ähnlich gefärbten Turmalinen wie Elbait, Fluor-Elbait, Tsilaisit und Princivalleit zu unterscheiden. Sie kristallisieren mit trigonaler Symmetrie und bilden grünlich gelbe, oft prismatische Kristalle von einigen Millimetern Größe. Im Dünnschliff zeigen sie einen schwachen Pleochroismus von blass grünlich gelb nach fast farblos. Wie alle Minerale der Turmalingruppe sind sie pyroelektrisch und piezoelektrisch.
Fluor-Tsilaisit ist bislang nur an seiner Typlokalität, einem aplitischen Gang des Pegmatits vom Grotta d'Oggi bei San Piero in Campo auf der Insel Elba, Italien, und einem weiteren Pegmatit zweifelsfrei nachgewiesen worden, wo er sich in der Spätphase der Kristallisation der granitischen Pegmatite bildete.

## Etymologie und Geschichte
Bereits 1798 konnte Wondraschek rund 3 Gew-% Braunstein (MnO) in einem rötlichen Turmalin aus Mähren nachgewiesen. In Pegmatiten auf Madagaskar beschrieben Louis Duparc, Max Wunder und René Sabot 1910 gelbe Turmaline mit rund 5 Gew-% MnO. Diese sehr seltenen gelben Turmaline, meist Elbaite, sind begehrte Schmucksteine und wurden nur in wenigen weiteren Pegmatiten weltweit gefunden. Eine Zusammenstellung geben William B. Simmons und Mitarbeiter 2011. Sie dokumentieren MnO-Gehalte zwischen 3,2 und 8,90 Gew-% (0,44–1,25 apfu), wobei die größten Mangangehalte in Turmalinen aus Madagaskar und von der Insel Elba (Grotta dʼOggi, San Piero in Campo) gefunden wurden. Analog zu den Endgliedern der Eisenturmaline geben sie 4 hypothetische Endgliedzusammensetzungen für Manganturmaline an:
- Mn-Dravit (Tsilaisit): NaMn3Al6Si6(OH)3(OH)
- Oxi-Mn-Dravit: NaMn2AlAl6Si6(OH)3O
- Mn-Foitit: ◻Mn2AlAl6Si6(OH)3(OH)
- Oxi-Mn-Foitit: ◻MnAl2Al6Si6(OH)3O

In den aplitischen Gängen des Pegmantits vom Grotta dʼOggi wurde in den folgenden Jahren der Mn-Dravit Tsilaisit (2011) und dessen Fluor-Äquivalent Fluor-Tsilaisit (2012) beschrieben.
Sieben Jahre später wurde im Rosina Pegmatit, ebenfalls bei San Piero in Campo auf Elba, noch Celleriit, das Mangan-Äquivalent von Foitit, entdeckt.

## Klassifikation
In der strukturellen Klassifikation der International Mineralogical Association (IMA) gehört Fluor-Tsilaisit zusammen mit Dravit, Fluor-Dravit, Schörl, Fluor-Schörl, Tsilaisit, Chrom-Dravit und Vanadium-Dravit zur Alkali-Untergruppe 1 der Alkaligruppe-Gruppe in der Turmalinobergruppe.
Da Fluor-Tsilaisit erst 2012 als eigenständiges Mineral anerkannt wurde, ist er in der seit 1977 veralteten 8. Auflage der Mineralsystematik nach Strunz noch nicht verzeichnet. Einzig im Lapis-Mineralienverzeichnis nach Stefan Weiß, das sich aus Rücksicht auf private Sammler und institutionelle Sammlungen noch an dieser alten Form der Systematik von Karl Hugo Strunz orientiert, erhielt das Mineral die System- und Mineral-Nr. VIII/E.19-11. In der „Lapis-Systematik“ entspricht dies der Klasse der „Silikate und Germanate“ und dort der Abteilung „Ringsilikate“, wo Fluor-Tsilaisit zusammen mit Adachiit, Bosiit, Chromdravit (heute Chrom-Dravit), Chromo-Aluminopovondrait (heute Chromo-Alumino-Povondrait), Darrellhenryit, Dravit, Elbait, Feruvit, Fluor-Buergerit, Fluor-Dravit, Fluor-Elbait, Fluor-Liddicoatit, Fluor-Schörl, Fluor-Uvit, Foitit, Lucchesiit, Luinait-(OH) (heute diskreditiert), Magnesiofoitit, Maruyamait, Oxy-Chromdravit (heute Oxy-Chrom-Dravit), Oxy-Dravit, Oxy-Foitit,  Oxy-Schörl, Oxy-Vanadiumdravit (heute Oxy-Vanadium-Dravit), Rossmanit, Schörl, Olenit, Povondrait, Tsilaisit, Uvit, Vanadio-Oxy-Chromdravit (heute Vanadio-Oxy-Chrom-Dravit) und Vanadio-Oxy-Dravit die „Turmalin-Gruppe“ bildet (Stand 2018).
Auch die seit 2001 gültige und von der IMA bis 2009 aktualisierte 9. Auflage der Strunz’schen Mineralsystematik kennt den Fluor-Tsilaisit nicht. Es wäre hier entsprechend seiner Zusammensetzung in der Unterabteilung „[Si6O18]12−-Sechser-Einfachringe mit inselartigen, komplexen Anionen“ zu finden, wo es zusammen mit Chrom-Dravit, Dravit, Elbait, Feruvit, Fluor-Buergerit, Liddicoatit (heute Fluor-Liddicoatit), Magnesio-Foitit, Olenit, Povondrait, Rossmanit, Schörl, Uvit und Vanadium-Dravit die „Turmalingruppe“ mit der System-Nr. 9.CK.05 bilden würde.
Auch die vorwiegend im englischen Sprachraum gebräuchliche Systematik der Minerale nach Dana würde den Fluor-Tsilaisit in die Klasse der „Silikate und Germanate“ und dort in die Abteilung der „Ringsilikate: Sechserringe“ einordnen. Hier wäre er zusammen mit Dravit, Schörl, Fluor-Schörl, Chrom-Dravit und Vanadium-Dravit in der „Schörl-Untergruppe“ mit der System-Nr. 61.03e.01 innerhalb der Unterabteilung „Ringsilikate: Sechserringe mit Boratgruppen (Alkali-Turmalin-Untergruppe)“ zu finden.

## Chemismus
Fluor-Tsilaisit ist das Fluor-Analog von Tsilaisit bzw. das Mangan-Analog von Fluor-Schörl und Fluor-Dravit und hat die idealisierte Zusammensetzung [X]Na[Y]Mn2+3[Z]Al6([T]Si6O18)(BO3)3[V](OH)3[W]F, wobei [X], [Y], [Z], [T], [V] und [W] die Positionen in der Turmalinstruktur sind. Für den Fluor-Tsilaisit aus der Typlokalität wurde folgende Strukturformel ermittelt:
- [X](Na0,69◻0,29Ca0,02) [Y](Li0,56Mn2+1,29Al1,21Ti4+0,03) [Z]Al6 [T](Si5,98Al0,03)O18(BO3)3[V](OH)3 [W][(OH)0,25F0,39O0,36]

Der natürliche Fluor-Tsilaisit ist ein komplexer Mischkristall der Endglieder Fluor-Tsilaisit, Darrellhenryit und Rossmanit sowie geringen Anteilen anderer hypothetischer Endglieder wie Oxy-Celleriit.

## Kristallstruktur
Fluor-Tsilaisit kristallisiert mit trigonaler Symmetrie in der Raumgruppe R3m (Raumgruppen-Nr. 160) mit 3 Formeleinheiten pro Elementarzelle. Die Gitterparameter des natürlichen Mischkristalls aus der Typlokalität sind: a = 15,9398(6) Å, c = 7,1363(3) Å.
Die Kristallstruktur ist die von Turmalin. Natrium (Na+) besetzt die von 9 bis 10 Sauerstoffen umgebene X-Position, die oktaedrisch koordinierte [Y]-Position ist mit Mangan (Mn2+) besetzt und die kleinere, ebenfalls oktaedrisch koordinierte [Z]-Position enthält Aluminium (Al3+). Silizium (Si4+) besetzt die tetraedrisch koordinierte [T]-Position und die [W]-Anionenposition ist mit Fluor (F−) besetzt.

## Bildung und Fundorte
Gelbe, manganreiche Turmaline kristallisieren nur unter bestimmten Bedingungen und sind daher recht selten. Sehr Bor-reiche, granitische Restschmelzen müssen zunächst durch Abscheidung eisenreicher Minerale, vor allem Schörl, an Eisen verarmen. Ist dann noch ausreichend Bor vorhanden, können in der Spätphase der Kristallisation manganreiche, eisenarme Turmaline gebildet werden.
In der Typlokalität, dem Pegmatit vom Grotta d'Oggi bei San Piero in Campo auf der Insel Elba, Italien findet sich Fluor-Tsilaisit in einem aplitischen Gang des LCT-Pegmatites (mit Lithium, Cäsium und Tantal angereichert). Er tritt hier zusammen mit Quarz, Plagioklas, Kalifeldspat sowie Elbait-, Fluor-Elbait-, Schörl- und Tsilaisit-reichen Turmalinen auf.